# اسالم
اَسالِم یکی از شهرهای استان گیلان در شمال ایران است. این شهر با جمعیت ۱۰٬۷۲۰ نفر مرکز بخش اسالم در شهرستان تالش است.
در دوره‌هایی نیز این شهر مرکز شهرستان تالش بوده است. اسالم در ۵ کیلومتری هشتپر، مرکز شهرستان تالش، واقع شده‌است. مردم اسالم تالش هستند و به زبان تالشی صحبت می‌کنند.
ناورود از این شهر می‌گذرد، آن را به دوبخش تقسیم می‌کند و پس از طی چند کیلومتر به دریای خزر می‌ریزد. صنایع دستی (گلیم و سفال)، فراورده‌های دامی، چوب و کاغذ این ناحیه شهرت فرامنطقه‌ای دارد. در پیرامون این شهر گردشگاه‌های فراوانی وجود دارد از جمله به ساحل و پارک جنگلی گیسوم و مسیر رؤیایی اسالم به خلخال می‌توان اشاره کرد.
این شهر زادگاه چهره های سرشناسی همانند
محمد اسعد نظامی میباشد.
بخشی از طبیعت اسالم لوکیشن فیلم پرهزینه «حضرت سلیمان» بود تا شهر مشهور «اورشلیم» را به بیننده نشان بدهد.

## جاده اسالم به خلخال (جاده اسالم به گردنه الماس )

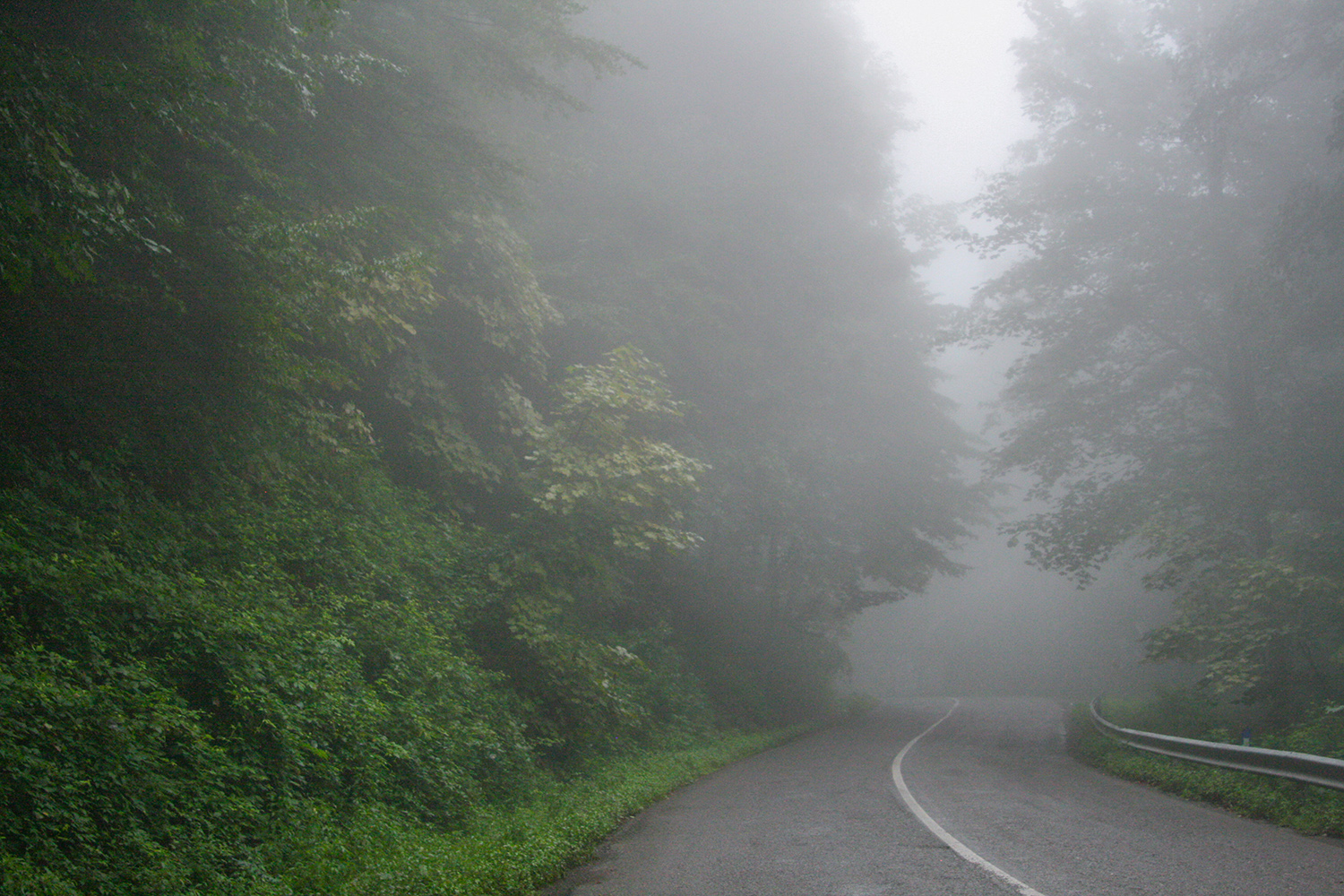
جاده اسالم به خلخال

این مسیر ۷۰ کیلومتری از اسالم به سمت خلخال ادامه دارد. نصف مسیر جنگل و نصف مسیر نیز ییلاقات تالش می‌باشد.نام برخی از مکانهای محلی این مسیر که برخی از مناطق استان گیلان هستند، عبارتند از ۱-خرجگیل ۲-شِرشِرَ دَره ۳-یالَ پیچ (پیچ بزرگ)۴- شوندَوْل ۵-  فوشَ معدن ۶- وَرگَه دَرَه ۷- اسب بونی ۸- مَتَش ۹- لَرزَره ۱۰- چَرَه سو ۱۱- کِرمون
به طور کلی این جاده و روستا ها و جاذبه های اطراف آن بازدید کنندگان را مجذوب خود می کند و مناظری را در اختیار دیدگان می گذارد که کم نظیر و چه بسا همتا ندارد .
از طرفی به دلیل نزدیک بودن به شهرستان تالش و بنا های تاریخی و مناظر طبیعی دیدنی آن از جمله کاخ سردار امجد ،جنگل های گیسوم، روستای ساحلی گتگسر ، آبشار منحصر به فرد ویسادار در پره سر و جاذبه های ناتمام دیگر تالش، می توان زمانی را نیز به دیدن و وقت گذراندن در این اماکن صرف کرد تا بیشتر با تاریخ اصیل و پر ابهت قوم تالش آشنا شد .
این جاده مسیر ارتباطی استان اردبیل به گیلان نیز هست . گیلان و اردبیل به وسیله این جاده و جاده پونل به خلخال در شهرستان رضوانشهر تالش به عنوان دو شاه راه ارتباطی استان اردبیل به گیلان و بسیاری از شهر های گیلان ، و حتی استان های دیگر ، از جمله مازندران و حتی پایتخت نیز هست مورد استفاده قرار می گیرد . به گفته منابع محلی این مسیر برای حمل الوار از جنگل ها به مناطق پایین دست در سال ۱۳۴۲ احداث شده و در سال های اخیر مورد استفاده عموم قرار گرفته.
مسیر پیچ در پیچی که در اسالم گیلان قرار دارد، یکی از زیباترین جاده‌های ایران است. هم‌اکنون تلاش می‌شود تا این جاده در یونسکو به عنوان میراث جهانی ثبت شود.